# St. Laurentius (Unterneuhausen)

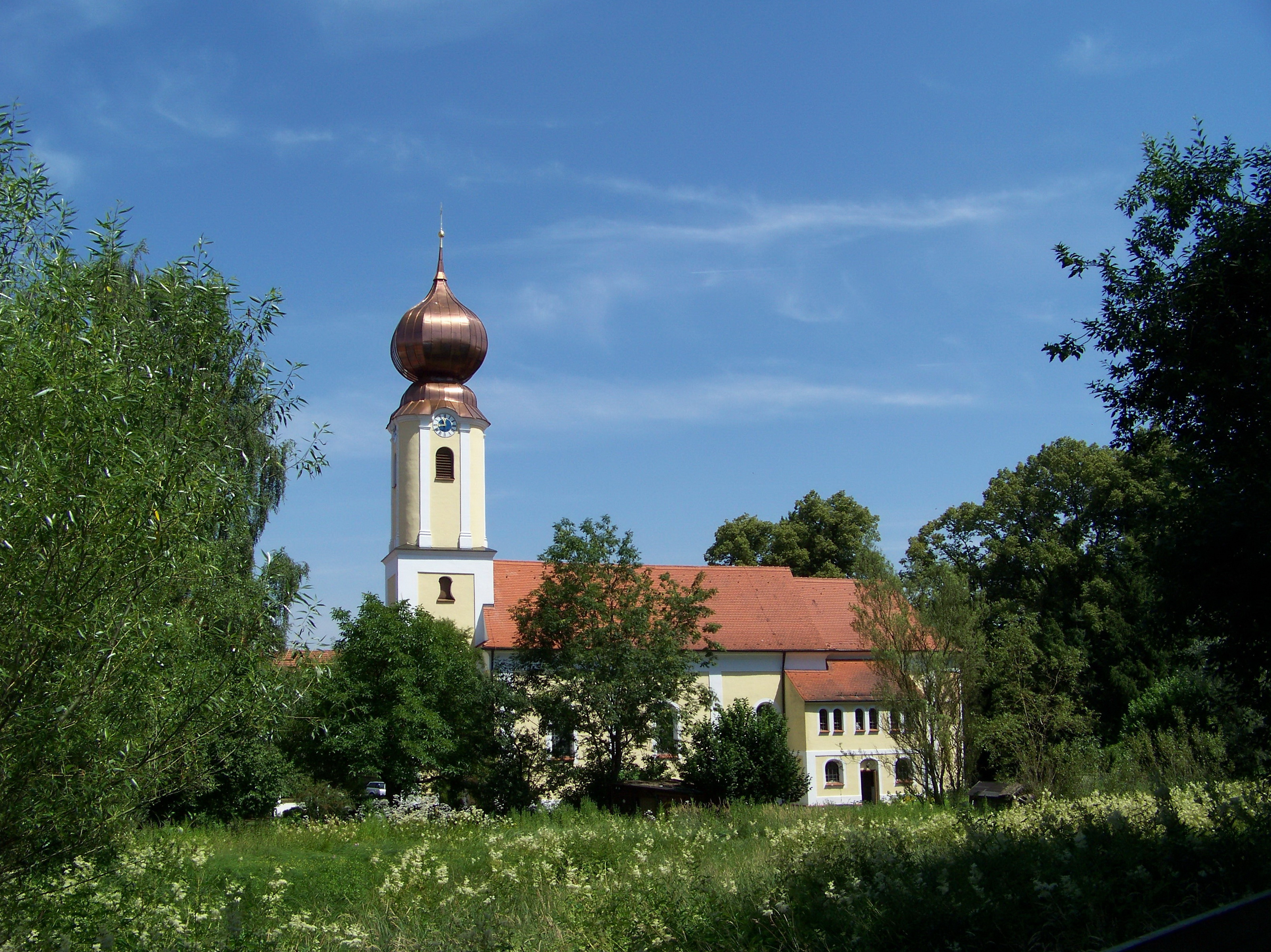
Außenansicht der Pfarrkirche St. Laurentius von Süden

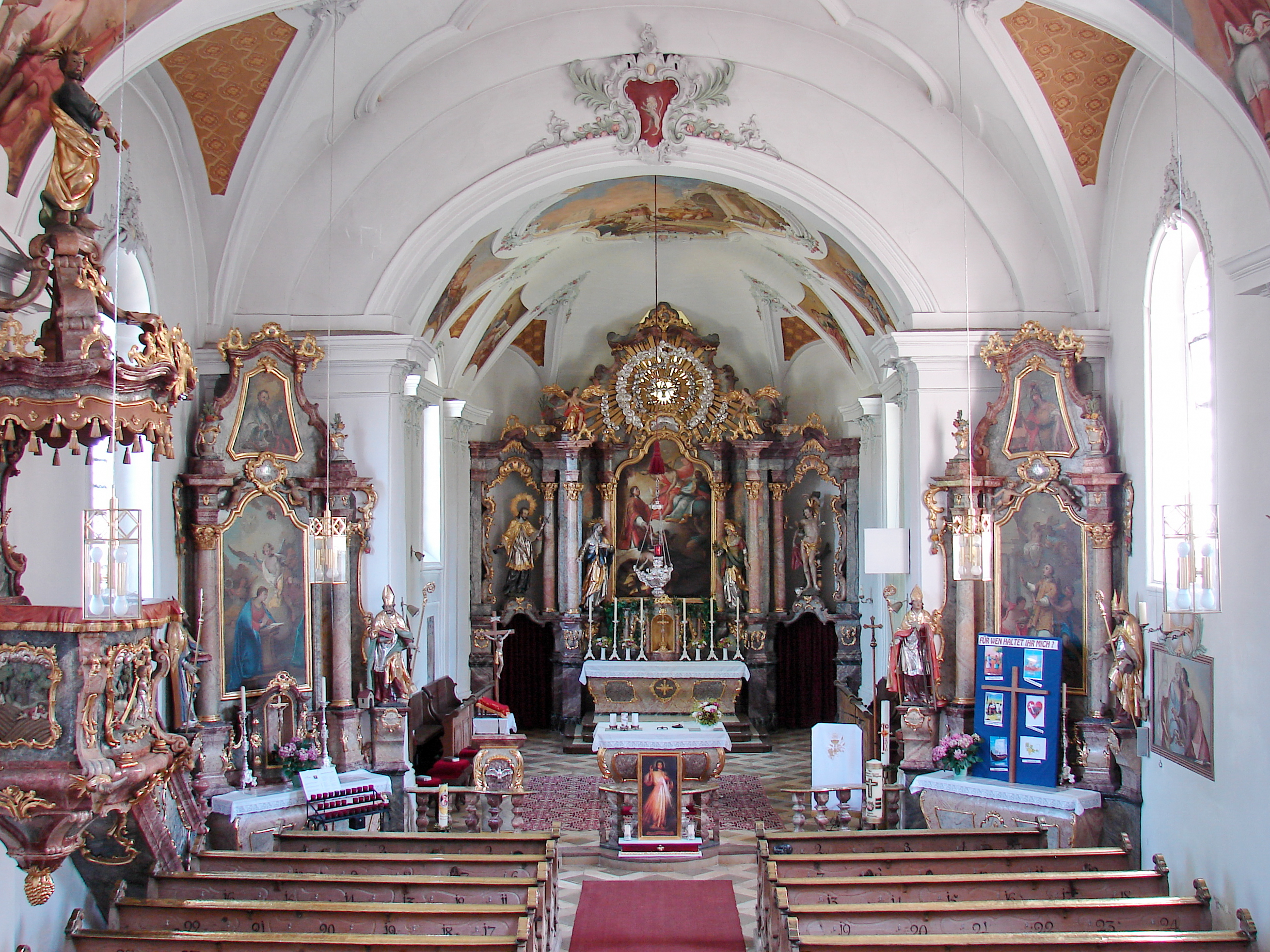
Innenraum

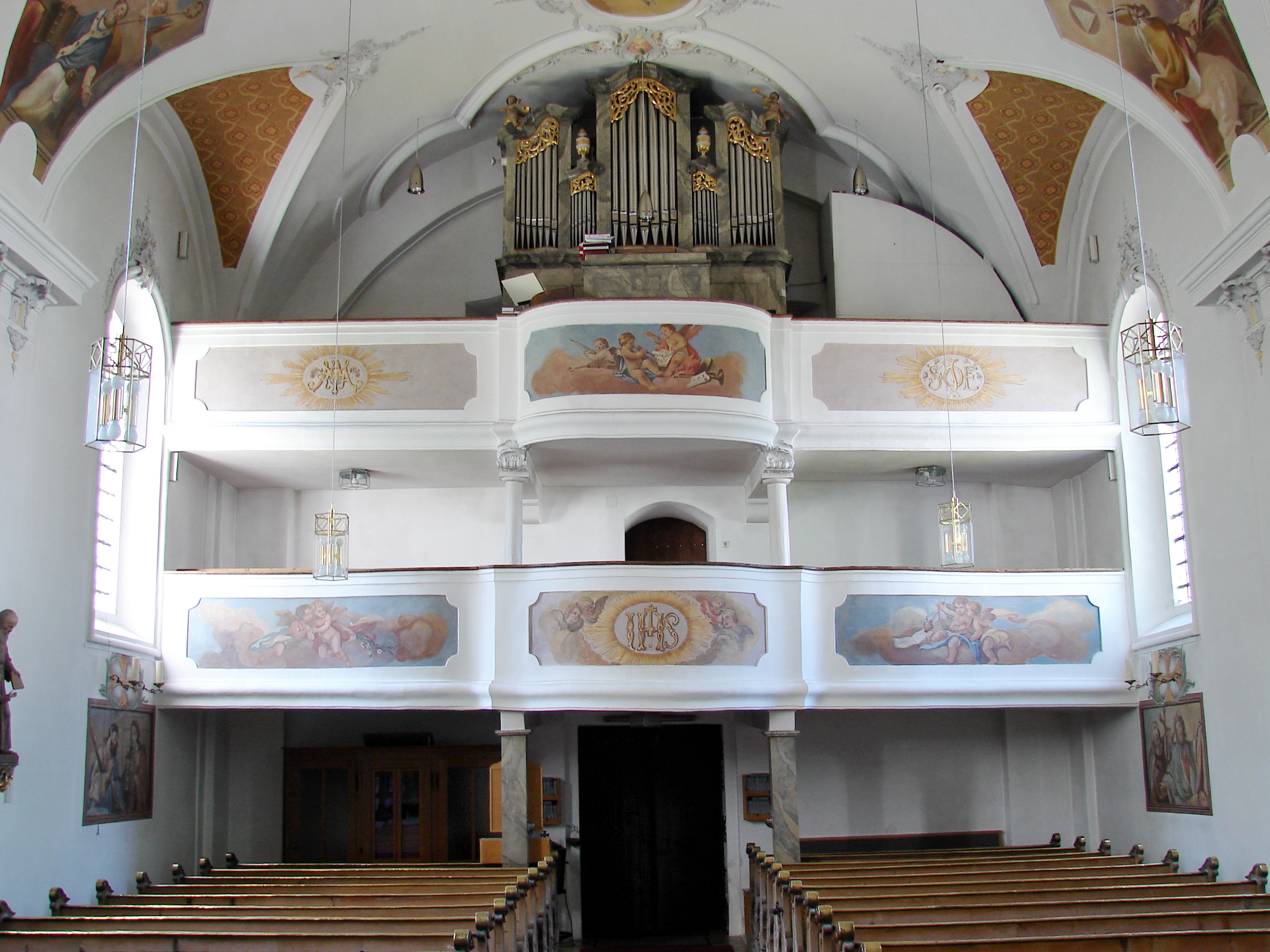
Gegenblick zur Doppelempore

Die römisch-katholische Pfarrkirche St. Laurentius in Unterneuhausen, einem Ortsteil der Gemeinde Weihmichl im niederbayerischen Landkreis Landshut, ist eine stattliche barocke Landkirche, deren Ausstattung überwiegend aus der Zeit des Rokoko stammt. Sie ist beim Bayerischen Landesamt für Denkmalpflege als Baudenkmal der Nummer D-2-74-187-14 eingetragen. Kirchenpatron ist der heilige Laurentius von Rom, dessen Gedenktag ist der 10. August.
Zur Pfarrei St. Laurentius in Unterneuhausen, die eine Pfarreiengemeinschaft mit den Pfarreien St. Jakob in Obersüßbach und St. Willibald in Weihmichl bildet, gehören die Filialkirchen St. Peter und Paul in Oberneuhausen und Mariä Himmelfahrt in Stollnried.

## Geschichte
Bereits im Jahr 814, als Unterneuhausen erstmals urkundlich erwähnt wurde und in den Besitz des Klosters Sankt Emmeram in Regensburg überging, könnte an der Stelle der heutigen Pfarrkirche ein Baptisterium, also eine Taufkapelle, bestanden haben. Aus den Urkunden des Klosters geht hervor, dass bereits im Jahr 1031 ein Geistlicher im Ort war, der auf der „Pfarrhube“ saß. Unterneuhausen dürfte also bereits zur damaligen Zeit Pfarrdorf gewesen sein.
Der mittelalterliche Vorgängerbau der heutigen Kirche wurde 1589 restauriert. Damals waren vier Altäre aufgestellt. Im Dreißigjährigen Krieg wurde das Gotteshaus schwer beschädigt, sodass es sich noch Anfang des 18. Jahrhunderts in einem ruinösen Zustand befand. Noch in der ersten Hälfte des 18. Jahrhunderts wurde jedoch ein Neubau erstellt, der 1741 geweiht wurde. Der einheitliche Barockbau ist bis heute erhalten. Als Baumeister wird bisweilen der Landshuter Hofmaurermeister Felix Hirschstötter erwähnt, der ansonsten aber erst später in Erscheinung tritt. Um 1770 wurde die Kirche im Rokokostil ausgestattet. Die Deckenfresken wurden im Jahr 1773 von dem Maler Ignaz Kauffmann signiert.
Die bislang letzte Außenrenovierung wurde 2009 durchgeführt. Dabei war unter anderem eine aufwändige konstruktive Sicherung der Zwiebelhaube erforderlich, da deren Holztragwerk stark verfault war. Außerdem wurde die Turmbekrönung neu mit Kupferblech verkleidet.
In den Jahren 2021/22 wurde nach über 30 Jahren wieder eine Innenrenovierung durchgeführt. Dabei wurden unter anderem eine zentrale Steuerung für Strom, Heizung, Akustik, Lüftung und Licht eingebaut, ein neues Beleuchtungskonzept umgesetzt und die Abstände zwischen den Bankreihen des Kirchengestühls vergrößert. Außerdem wirkt durch die Entfernung des dreiteiligen Kommunionbank der Altarraum nun offener. Am 21. Mai 2022 erfolgte die feierliche Wiedereröffnung der Kirche durch Bischof Rudolf Voderholzer.

## Architektur

### Außenbau
Die stattliche, nach Osten ausgerichtete Saalkirche umfasst und einen eingezogenen Chor mit zwei Jochen und halbrundem Schluss sowie ein Langhaus mit drei Jochen. Das Satteldach des Chores ist nur geringfügig niedriger als das des Langhauses angesetzt. Der Außenbau wird durch Lisenen, einen abgesetzten Sockel, rundbogige Fensteröffnungen und einen einfachen Dachfries gegliedert. Auf der Westseite ist ein leicht in das Schiff einspringender Zwiebelturm angebaut, dessen Erdgeschoss als Vorhalle dient und das einzige Kirchenportal enthält. Der Turm steht auf einem zweigeschossigen, von Lisenen gegliederten Unterbau über quadratischem Grundriss und verjüngt sich etwas zu dem von Pilastern gegliederten Oberbau mit abgerundeten Kanten, der den Glockenstuhl enthält. Den oberen Abschluss bildet eine stark eingeschnürte Zwiebelkuppel mit Kugel und Kreuz. An den Chor ist auf der Südseite die zweigeschossige Sakristei angebaut, die von einem Pultdach gedeckt wird.

### Innenraum
Langhaus und Chor werden von einem Tonnengewölbe mit Stichkappen überspannt, das aus gekuppelten Pilastern mit kräftigem, reich profiliertem Gebälk entspringt. Am Gewölbe und über den Rundbogenfenstern befinden sich Stuckaturen in Form von Rocaillen, die in der Zeit des Spätrokoko um 1770 entstanden sein dürften. Die Deckengemälde im Chor und im Langhaus besitzen eine ähnliche Zeitstellung und sind in geschweifte Stuckrahmen eingelassen. Im rückwärtigen Langhausjoch ist eine Doppelempore eingezogen, auf deren oberem Geschoss die Orgel untergebracht ist.

## Ausstattung

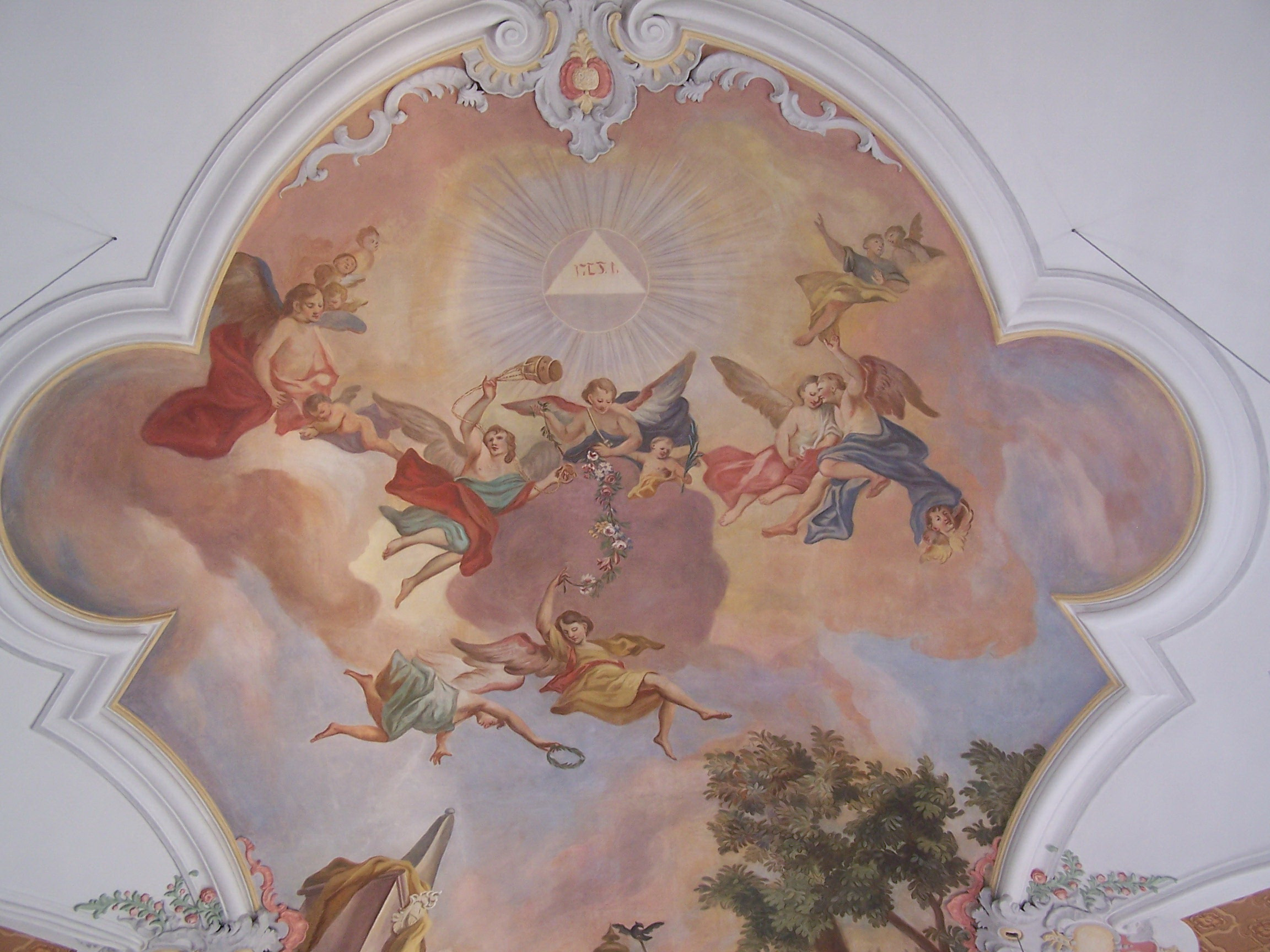
Oberer Teil des Deckenfreskos im Langhaus

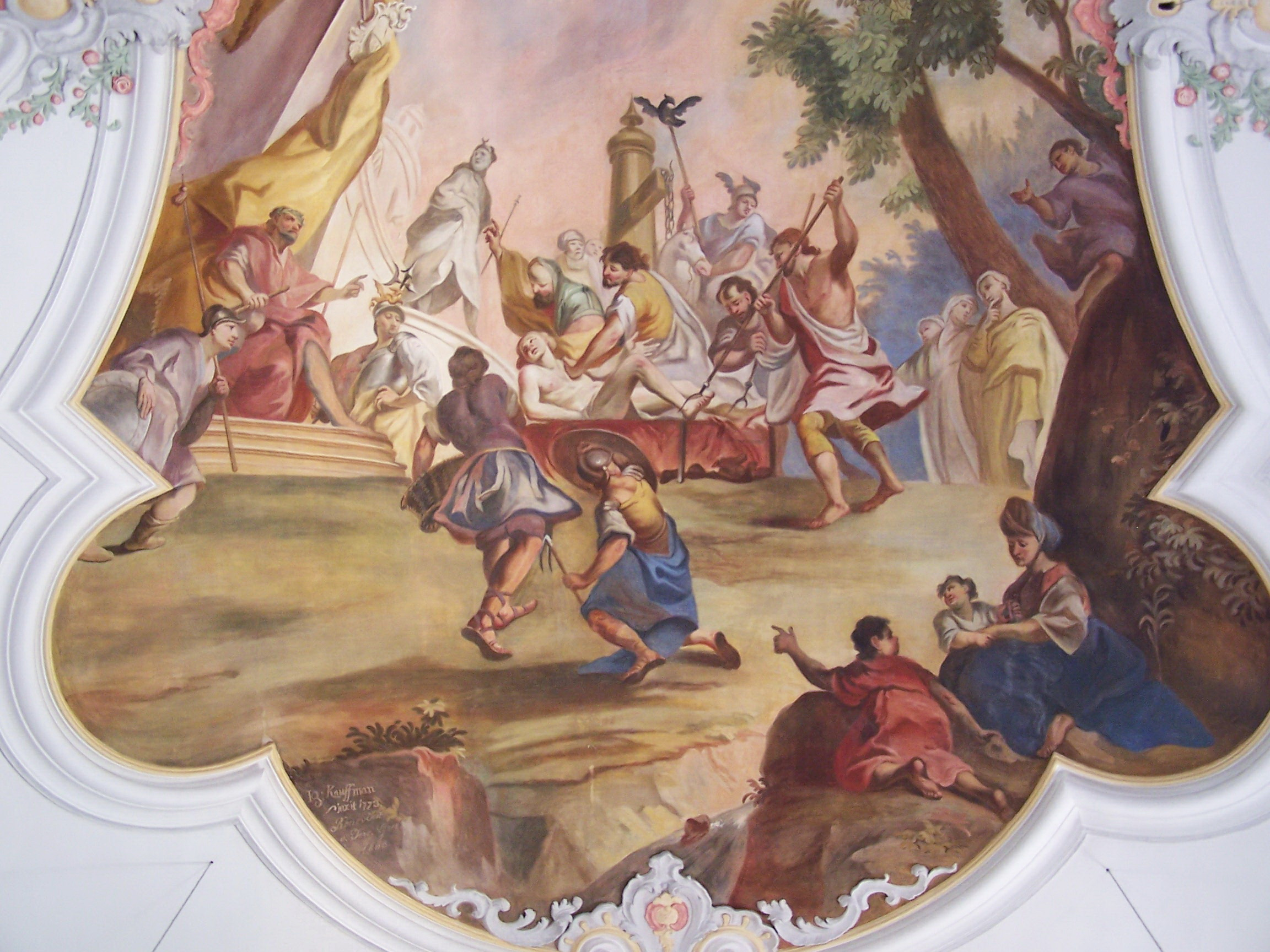
Unterer Teil des Deckenfreskos im Langhaus

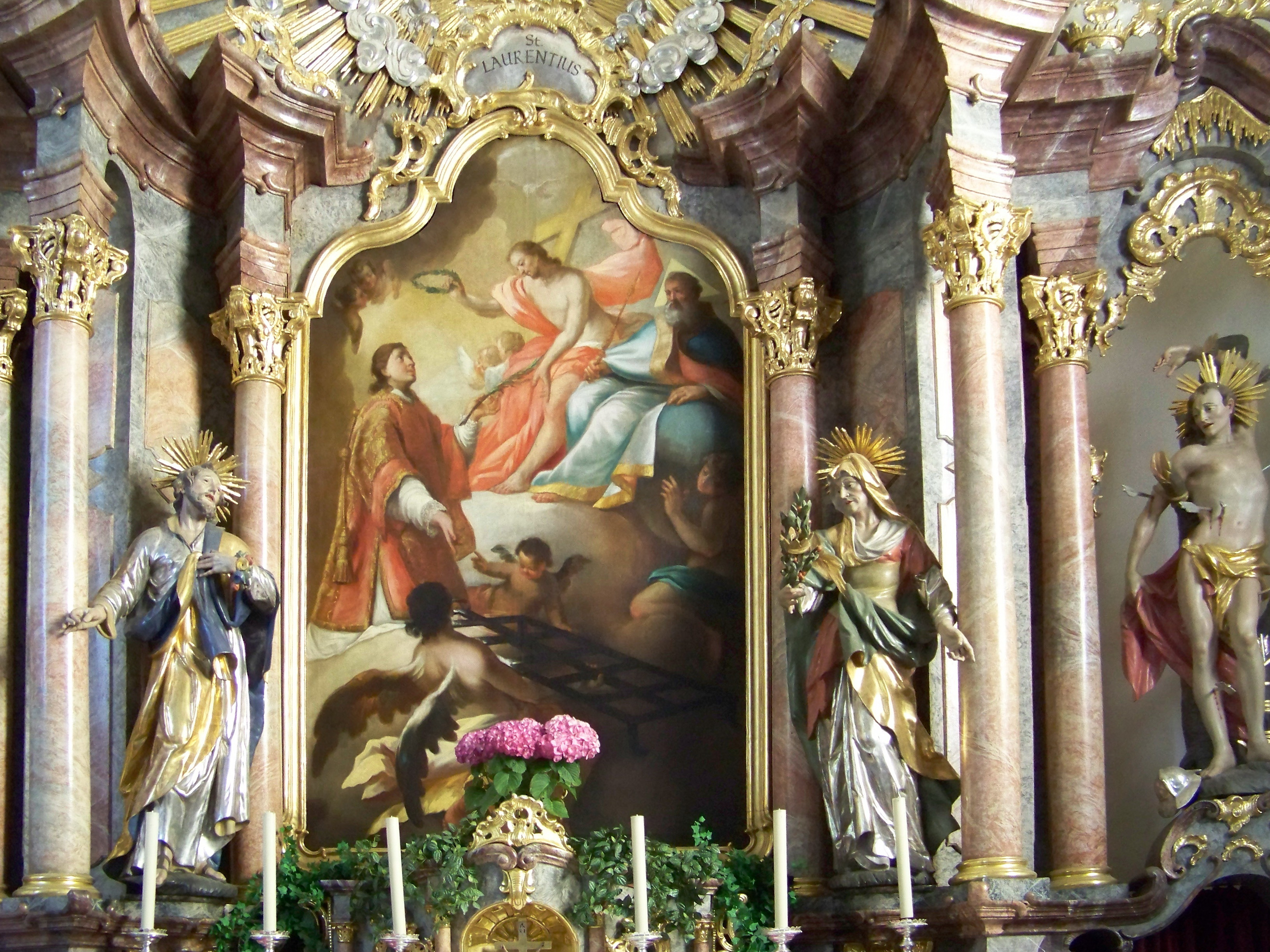
Hochaltarblatt

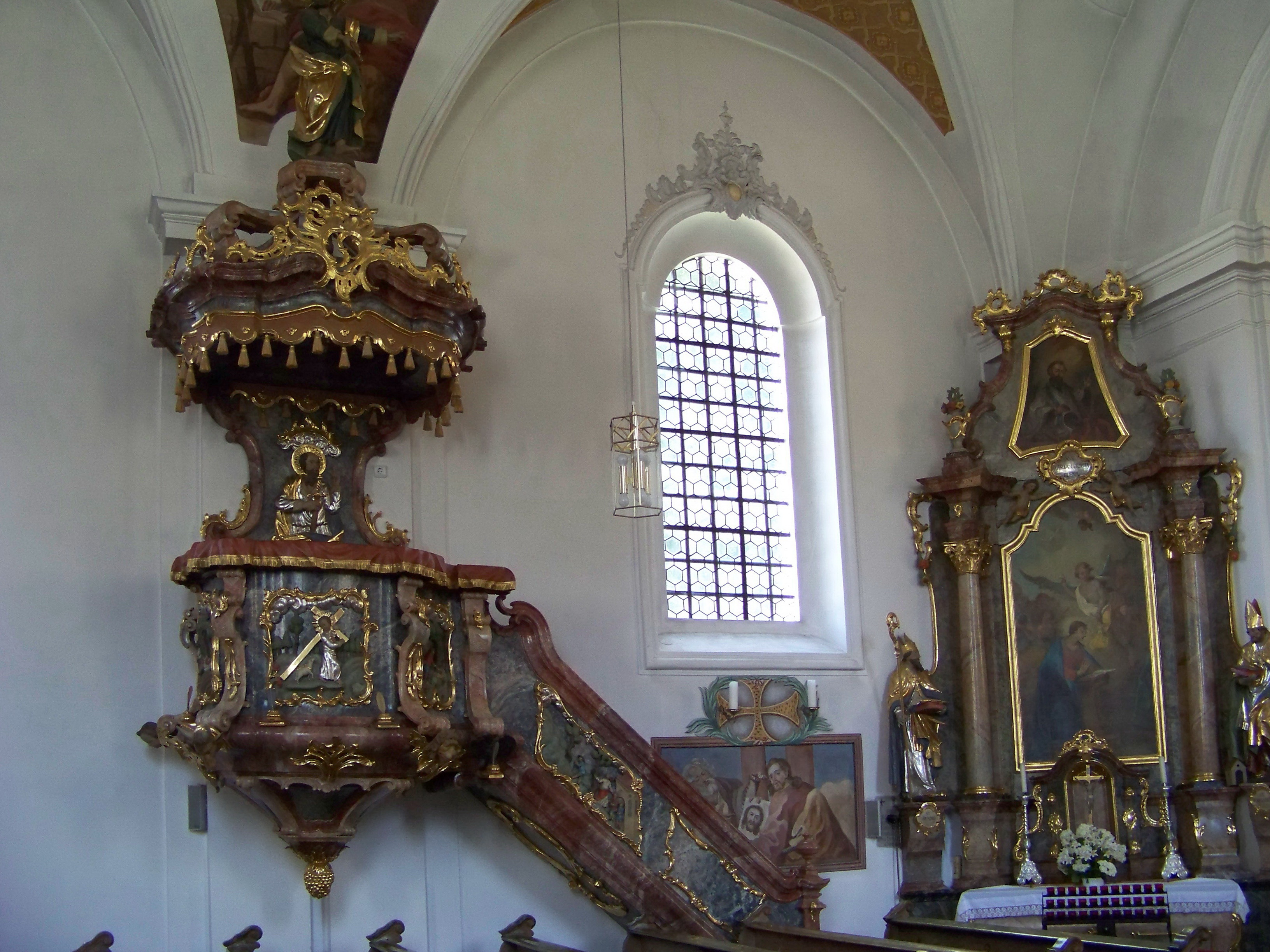
Kanzel und linker Seitenaltar

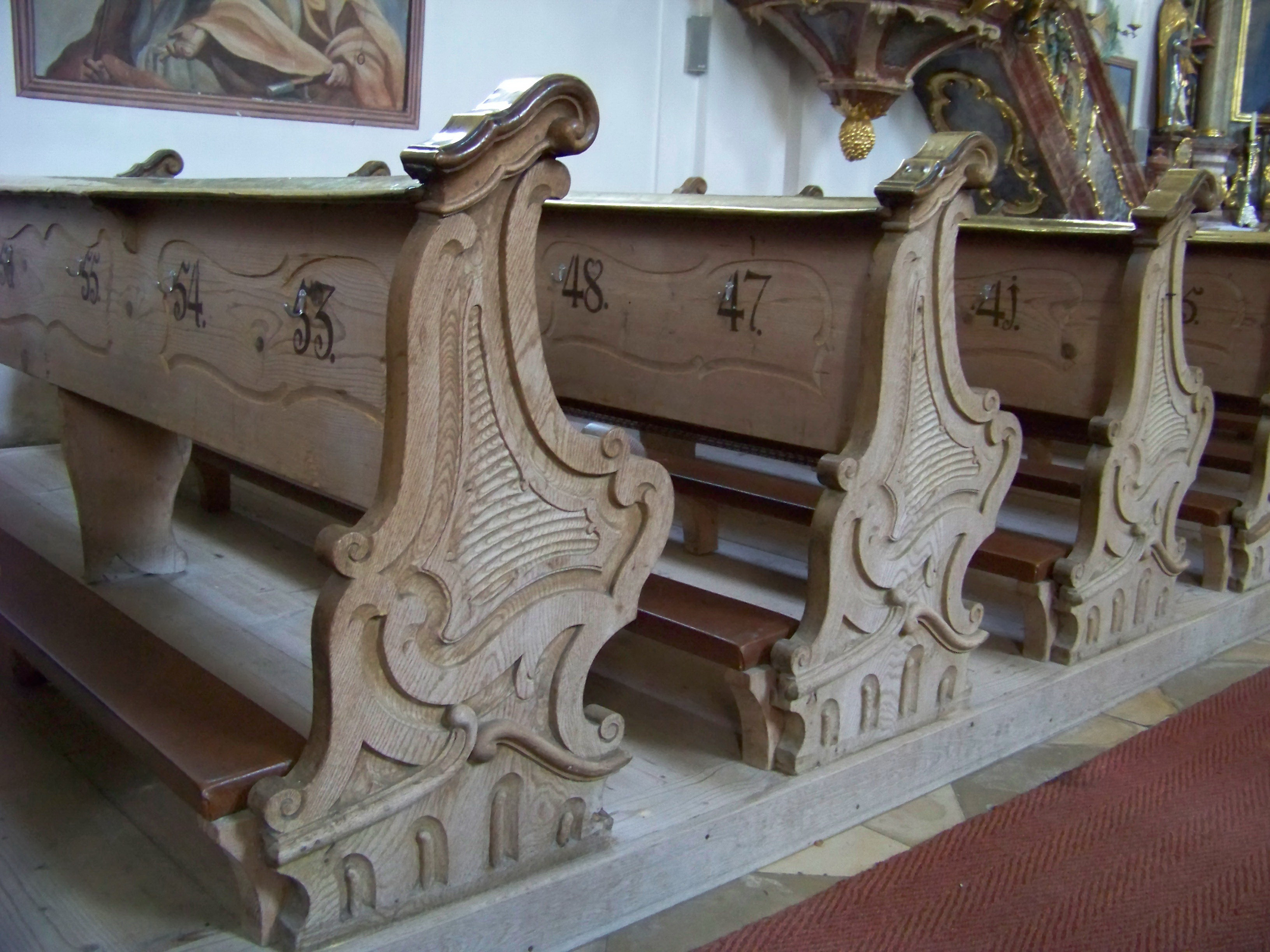
Stuhlwangen

### Deckengemälde
Die Deckenfresken in Chor und Langhaus wurden wohl in den 1770er Jahren von Ignaz Kauffmann geschaffen. Sie beziehen sich auf den Kirchenpatron Laurentius. Das Deckengemälde im Chor ist mit Ignaz Kauffmann pinxit 1773 signiert und zeigt eine entscheidende Szene aus dem Leben des Heiligen: Laurentius zeigt Kaiser Valerian nicht Gold, sondern zum christlichen Glauben gekommene Arme als wahren Schatz der Kirche und wird daraufhin von dem erbosten Herrscher zu Folter und Tod verurteilt. Das große Deckenfresko im Langhaus zeigt das Martyrium des heiligen Laurentius, die Verbrennung auf dem Rost, als Konsequenz der Verurteilung. Oberhalb dieser Szene ist aber bereits zu sehen, was den Heiligen erwartet: der Himmel mit zahlreichen, zum Teil rauchfassschwingenden Engeln, die vergnügt mit einer Blumengirlande spielen. Über allem steht inmitten eines Strahlenkranzes das gleichseitige Dreieck als Symbol für die Heilige Dreifaltigkeit.

### Hochaltar
Der Hochaltar und das zugehörige Altarblatt wurden vom damaligen Pfarrherrn von Unterneuhausen gestiftet. Es handelt sich dabei um einen stattlichen Rokokoaltar mit seitlichen Durchgängen, dessen Aufbau von drei Säulen je Seite getragen wird. Die jeweils mittlere Säule ist leicht nach vorne gerückt und erzeugt so eine gewisse Tiefenwirkung. Die Säulen flankieren das Altarblatt, auf dem die Aufnahme des Kirchenpatrons Laurentius in den Himmel dargestellt ist. Er wird von zwei Engeln mitsamt seinem Marterwerkzeug, dem Rost, zu Gott Vater und Gott Sohn, emporgehoben. Die Szenerie ist umrahmt von zahlreichen Putten. Als Seitenfiguren flankieren die Eltern Mariens, der heilige Joachim (links) und die heilige Anna (rechts), das Altarblatt.
Über den seitlichen Durchgängen sind Figuren der Heiligen Johannes Nepomuk (links) und Sebastian (rechts) in geschweift umrandeten Durchbrüchen angeordnet. Das mehrfach verkröpfte und abgesetzte Gebälk trägt den Auszug mit einer Heilig-Geist-Taube, der von einem kleinen Rundfenster an der Ostseite des Chores hinterleuchtet wird. Außen herum sind vier Ringe versilberten Gewölks angeordnet. Der Auszug wird von zwei Engelsfiguren, die auf Voluten sitzen, flankiert.

### Seitenaltäre
Die beiden barocken Seitenaltäre sind älter als die übrige Ausstattung. Die beiden zweisäuligen Altäre, die in ihrer Gestaltung deutlich zurückhaltender sind als der Hochaltar, wurden wohl vom Vorgängerbau übernommen. Auf der Mensa befindet sich jeweils eine Aussetzungsnische. Darüber ist das große Altarblatt angeordnet, das von zwei Figuren auf seitlichen Konsolen flankiert wird. Auf dem kräftigen Gebälk stehen je zwei Vasen, die den Altarauszug einrahmen. Letzterer enthält jeweils ein weiteres Gemälde.
Der nördliche (linke) Seitenaltar zeigt im Hauptbild die Verkündigung an Maria. Die Mutter Gottes kniet auf einem Betstuhl und liest dabei in der Heiligen Schrift. Über ihr schwebt der Erzengel Gabriel, der mit seiner Linken Maria eine Lilie als Symbol ihrer Keuschheit überreicht und mit der Rechten auf den Heiligen Geist verweist, der in Gestalt einer Taube am Himmel zu sehen ist. Im Auszugsbild ist der heilige Johannes Nepomuk dargestellt. Als Assistenzfiguren fungieren die heiligen Bischöfe Benno von Meißen und der Diözesanpatron Wolfgang von Regensburg.
Der südliche (rechte) Seitenaltar zeigt im Hauptbild wahrscheinlich den heiligen Aloisius, im Oberbild ist der heilige Florian dargestellt. Die Assistenzfiguren stellen die Heiligen Emmeram und Erhard, also den zweiten und dritten Diözesanpatron Regensburgs, dar.

### Kanzel
Die reich verzierte Rokokokanzel ist auf der Evangelienseite am ersten Doppelpilaster von Osten angebracht. Der polygonale Korpus wird von Volutenpilastern in Felder eingeteilt, in denen farbige Reliefs mit Darstellungen biblischer Gleichnisse zu sehen sind. An der Stiege setzen sich die Reliefs fort. An der Rückwand ist eine weitere Reliefdarstellung des Apostels Paulus zu sehen. Auf dem Schalldeckel bilden Voluten ein erhöhtes Podest, auf dem eine Figur des Apostels Petrus steht.

### Übrige Ausstattung
Von besonderer Bedeutung ist eine Figur, die im Langhaus auf einer Konsole aufgestellt ist: eine spätgotische Mondsichelmadonna aus der Zeit um 1500. Auf ihrer Linken trägt sie das nackte Jesuskind, in der Rechten hält sie das Zepter. Die Krone dürfte in der Barockzeit ergänzt worden sein. Das Kirchengestühl ist noch original barock mit schwungvoll geformten Stuhlwangen, die einfache Schnitzereien aufweisen. Die Rückseiten der Lehnen, die mit Platznummern beschriftet sind, weisen ebenfalls eine schlichte Ornamentik auf. Das Chorgestühl enthält ist etwas aufwändiger gestaltet und mit Akanthusschnitzwerk verziert. Im rückwärtigen Bereich des Langhauses befindet sich ein Epitaph für Franz Xaver Olbert († 1766), der 28 Jahre lang Pfarrer von Neuhausen war.

### Orgel
Die Orgel wurde im Jahr 1906 von Willibald Siemann aus München in einem frühklassizistischen Prospekt des Landshuter Orgelbauers Johann Schweinacher aus der Zeit um 1785 errichtet. Das pneumatische Kegelladeninstrument mit elf Registern auf zwei Manualen und Pedal besitzt folgende Disposition:
| I Manual C–f3 |            |        |
| 1.            | Bourdon    | 16′    |
| 2.            | Principal0 | 08′    |
| 3.            | Gamba      | 08′    |
| 4.            | Tibia      | 08′    |
| 5.            | Octav      | 04′    |
| 6.            | Mixtur     | 02 ⁄3′ |

| II Manual C–f3 |                    |    |
| 7.             | Salicional         | 8′ |
| 8.             | Lieblich Gedeckt 0 | 8′ |
| 9.             | Rohrflöte          | 4′ |

| Pedal C–d1 |            |     |
| 10.        | Subbaß     | 16′ |
| 11.        | Violonbaß0 | 08′ |

- Koppeln: II/I, II/P, I/P, Sub II/I, Super II/I

Als nicht erhaltene Vorgängerinstrumente sind eine Orgel von Johann Schweinacher aus der Zeit um 1785 und ein einmanualiges Instrument mit acht Registern, das Josef Mühlbauer junior um 1846/47 geschaffen hatte, belegt.